# Maurice Lespiault
 (novembre 2021).
Si vous disposez d'ouvrages ou d'articles de référence ou si vous connaissez des sites web de qualité traitant du thème abordé ici, merci de compléter l'article en donnant les références utiles à sa vérifiabilité et en les liant à la section « Notes et références ».
Jean Maurice Lespiault, né à Nérac le 27 juin 1821 et mort dans la même commune le 6 février 1889, est un naturaliste, peintre et photographe français.

## Biographie
Maurice Lespiault est issu d’une ancienne famille néracaise, des Lespiault sont cités à Nérac dès le XVIe siècle, dont un a été prédicateur de la reine de Navarre. Son grand-père, Gabriel était suppléant de la sénéchaussée de Nérac aux états généraux. Sa famille possédait de nombreux biens à Nérac, dont le château de Saint-Martin.
Maurice Lespiault a été conseiller municipal de Nérac, un des membres fondateurs du comice agricole et viticole de l’arrondissement. Il est dit vigneron, mais aussi naturaliste, peintre d’histoire naturelle, mycologue, aquarelliste et photographe ; il a reçu une mention honorable pour ses épreuves photographiques à l'Exposition universelle de 1855.

## Travaux
Il est l’auteur de nombreuses notes et études sur les champignons, les plantes, la vigne. Il a créé, entre 1844 et 1862, un herbier déposé à la médiathèque de Nérac en Lot-et-Garonne. Il a surtout participé à la lutte contre les maladies de la vigne à partir de 1862 et le phylloxéra en 1872. Il était président au congrès international de Bordeaux en octobre 1881. Sa propriété de la Facherie à Nérac sera la seule à être visitée pour la préparation de ce congrès. Il est aussi à l’origine de la création d’une pépinière de plants américains sous l’égide du comice agricole (cépages Elvira, Noah, Herbemont, Cynthiana, Rulander et Othello).
Il a collaboré à la rédaction de La Guirlande des Marguerites en écrivant trente-deux sonnets. Plusieurs aquarelles lui sont dues.